# Contre-plongée
Ne doit pas être confondu avec Plongée (image).

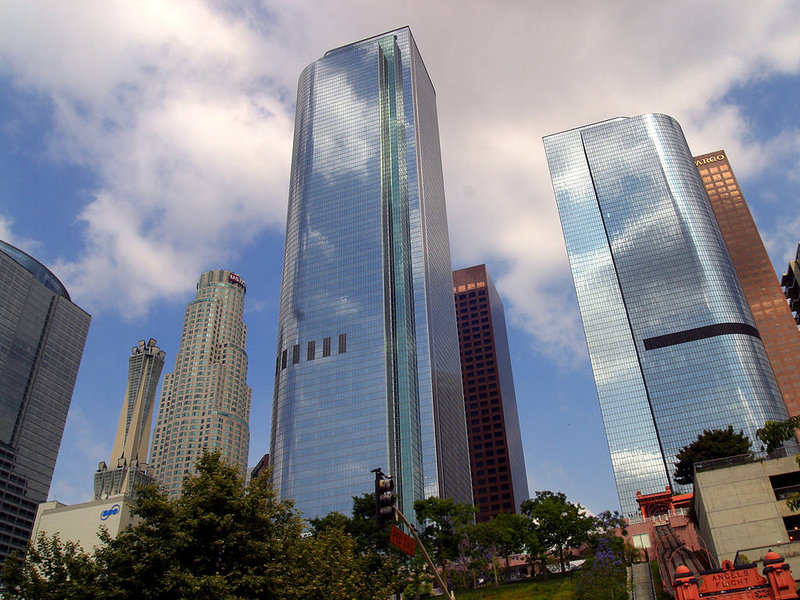
La vue en contre-plongée des grands immeubles s'interprète comme un plan subjectif de piéton.

La contre-plongée, ou contreplongée (en anglais low-angle shot), est un axe de prise de vue du bas vers le haut en photographie et au cinéma. La contre-plongée est totale lorsque l'axe optique est vertical par rapport au sujet (photographier le ciel couché sur le dos, par exemple)
L'expression est passée en peinture, remplaçant « perspective plafonnante » ou la locution italienne « di sotto in sù » pour désigner une représentation où l'on voit un personnage depuis un point de vue plus bas. La contre-plongée est particulièrement caractéristique des plafonds peints.
En cinéma comme en peinture, la représentation se fait normalement suivant un axe horizontal. On voit depuis un point situé à la hauteur du milieu du sujet. Les vues inclinées, plongeante quand elle est dirigée vers le bas, en contre-plongée sinon, sont moins banales et sont considérées comme un effet, c'est-à-dire un procédé particulier destiné à forcer l'attention.

## Photographie et cinéma

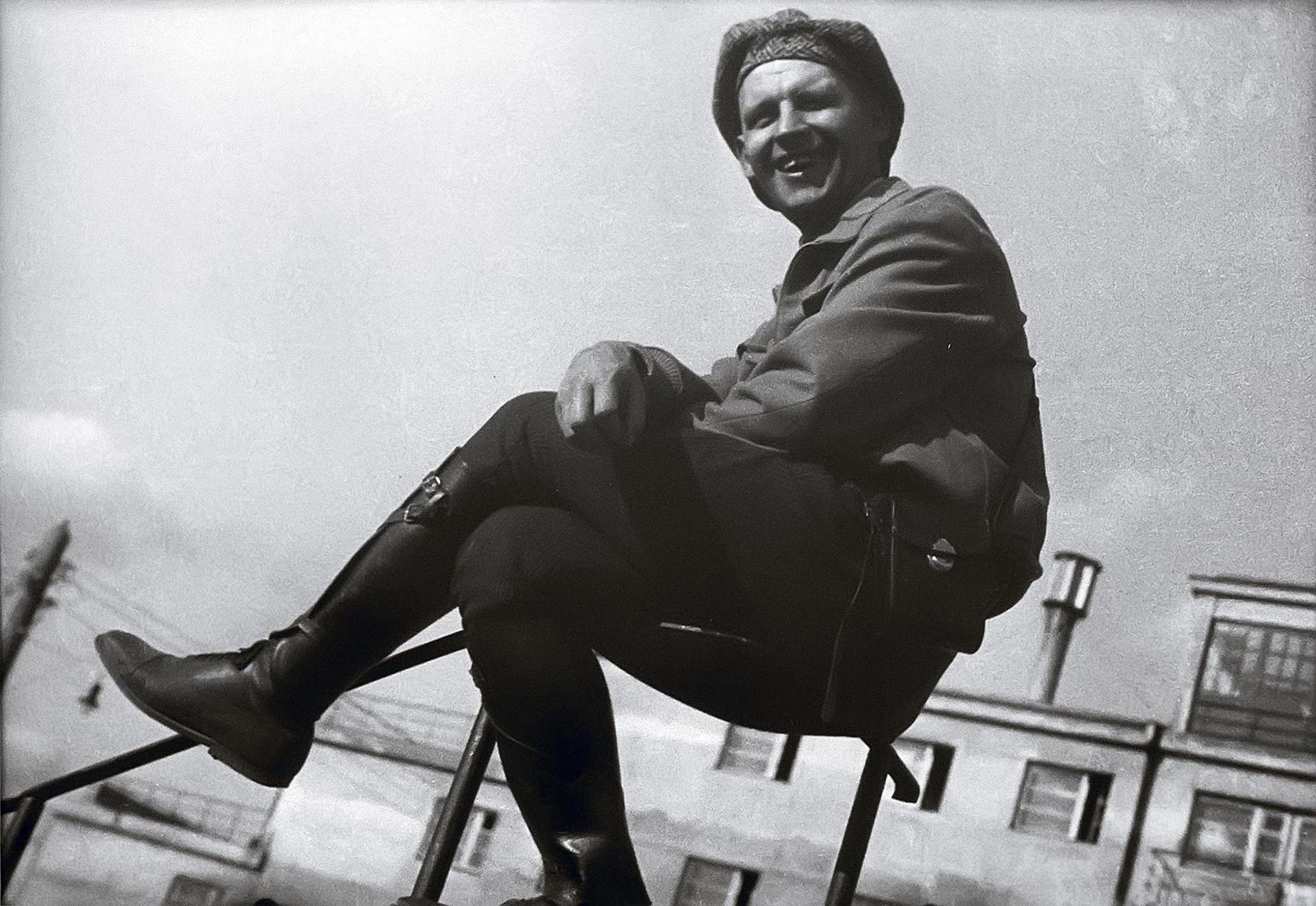
L'artiste constructiviste russe Alexandre Rodtchenko fut un pionnier de l'utilisation expressive de la contre-plongée.

La photographie et le cinéma utilisent, d'une manière générale, les mêmes codes de représentation que la peinture, qui les a précédés, jusqu'à la Première Guerre mondiale. Des courants formalistes commencent alors à mettre en œuvre les moyens expressifs particuliers à la prise de vues photographique, recherchant de nouvelles compositions picturales avec des axes inclinés. C'est vers cette époque qu'on commence à parler de plongée et contre-plongée.
Cependant, leurs recherches ne rejoignent pas la perspective plafonnante. D'une part, ils jouent de toutes les inclinaisons, et d'autre part la perspective qu'on obtient en basculant un appareil photographique ou cinématographique diffère de celle de la peinture. La « fenêtre sur le monde » cesse d'être verticale, et, en conséquence, les lignes verticales du sujet convergent vers le haut, et les parties basses du sujet sont proportionnellement agrandies, à moins que le photographe n'utilise une chambre photographique avec décentrement et bascule. Ces effets sont d'autant plus manifestes que la vue est prise à la courte focale.

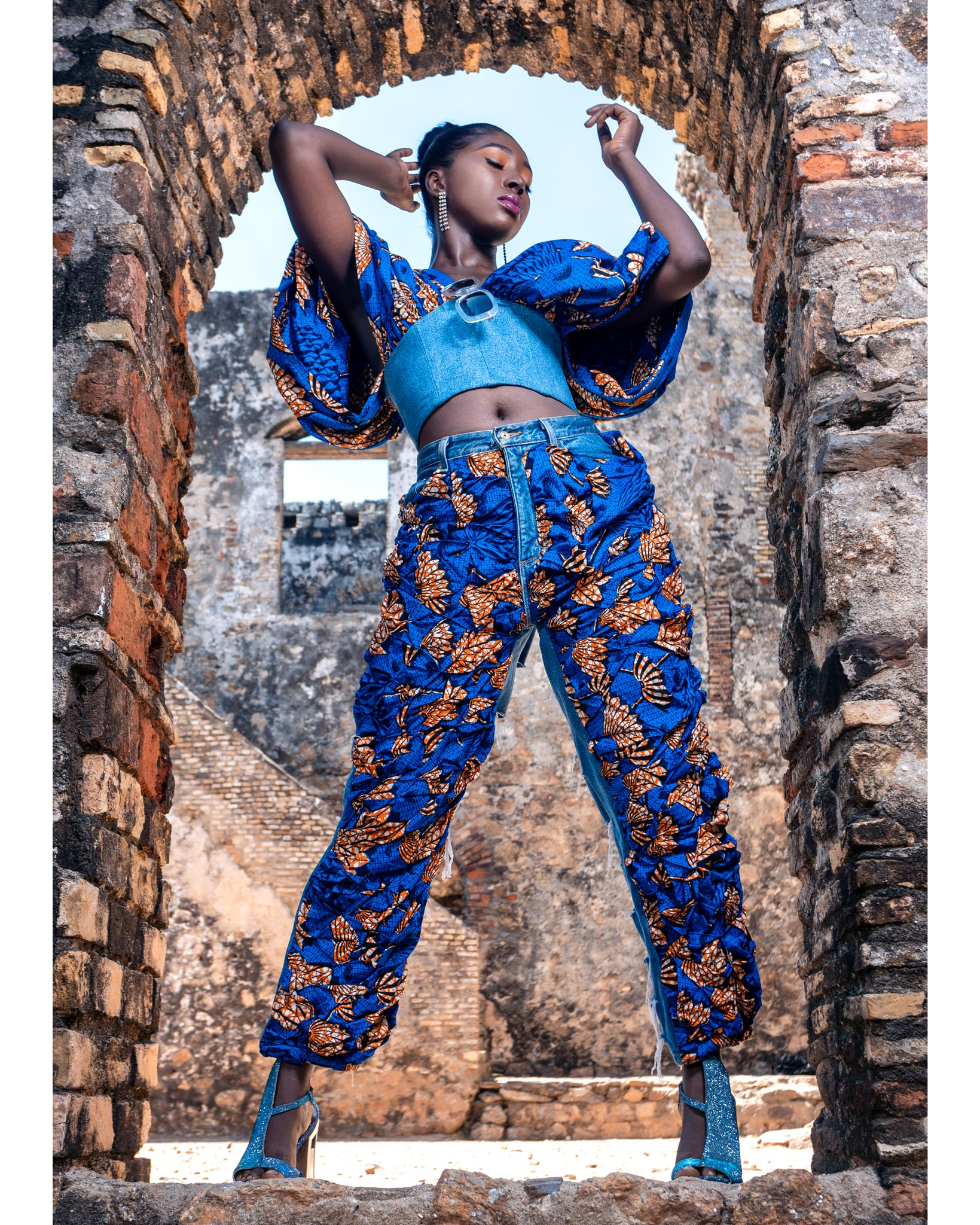
L'actrice et mannequin ghanéenne Ama Ampofo en 2021.

En photographie de mode, on allonge ainsi les jambes des modèles en les photographiant de plus bas.
Dans le paysage, la contre-plongée va de soi face aux édifices imposants, aux pics montagneux, au pied des chemins vertigineux, signalés par les guides touristiques.
Dans les codes du cinéma et de la photographie, la contre-plongée est souvent utilisée « pour traduire une position dominante, ou effrayante, un sentiment de puissance », ou encore pour magnifier le sujet. Toutefois « un cinéma qui s'enfermerait [dans ce procédé de connotation] serait vite voué à la sclérose ». Dans les scènes d'action, la contre-plongée sert soit pour rendre un mouvement descendant plus spectaculaire en le dirigeant vers le spectateur, soit pour un plan subjectif du protagoniste. Le découpage de l'action en plans successifs offrant une variété d'angles augmente par lui-même la tension dramatique.
On peut comprendre la contre-plongée au cinéma comme le point de vue de l’enfant, celui du prisonnier agenouillé, de l’individu blessé à mort, avec son antonyme, la plongée, le regard du vainqueur sur le vaincu. Mais l'impression qu'elle donne aux spectateurs ne se limite pas à cet aspect. Les célèbres contre-plongées du film Citizen Kane renforcent « l’impression de puissance du magnat de la presse, mais en même temps elles l’enferment sous les plafonds de son empire et montrent comment une contre-plongée peut restreindre la liberté d’un personnage ».
En résumé, la contre-plongée au cinéma peut grandir moralement un personnage mais peut aussi en souligner les défauts les plus repoussants. Ainsi, les possibilités de son utilisation sont infinies et non pas cantonnées à la seule exaltation d'un personnage et au lyrisme.

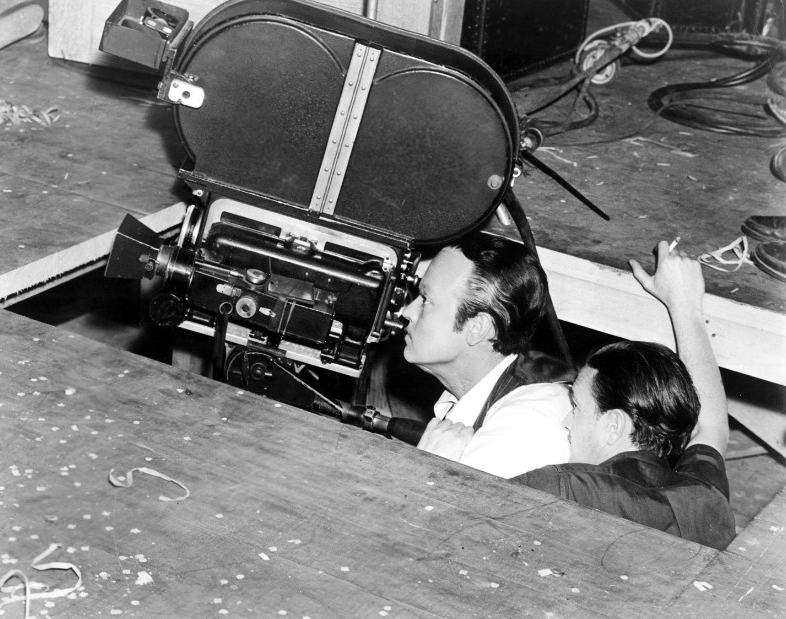
Orson Welles préparant une prise de vues en contre-plongée pour Citizen Kane (1941).
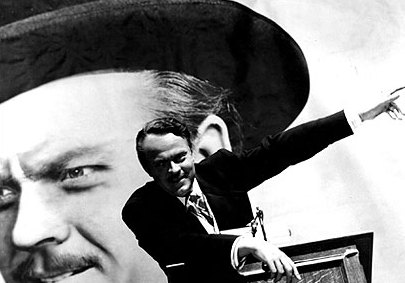
Kane, le magnat de la presse, domine son auditoire (cadré en contre-plongée) - Citizen Kane.
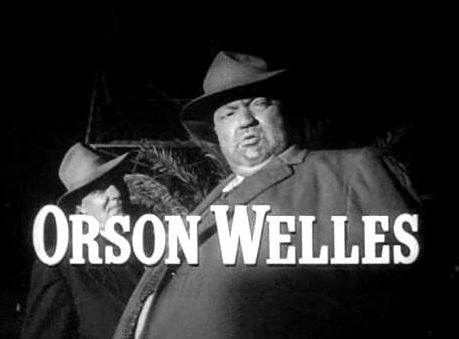
Hans Quinlan, le flic pourri, est gonflé par l’abus d’alcool (cadré en contre-plongée) dans La Soif du mal, réalisé par Orson Welles.
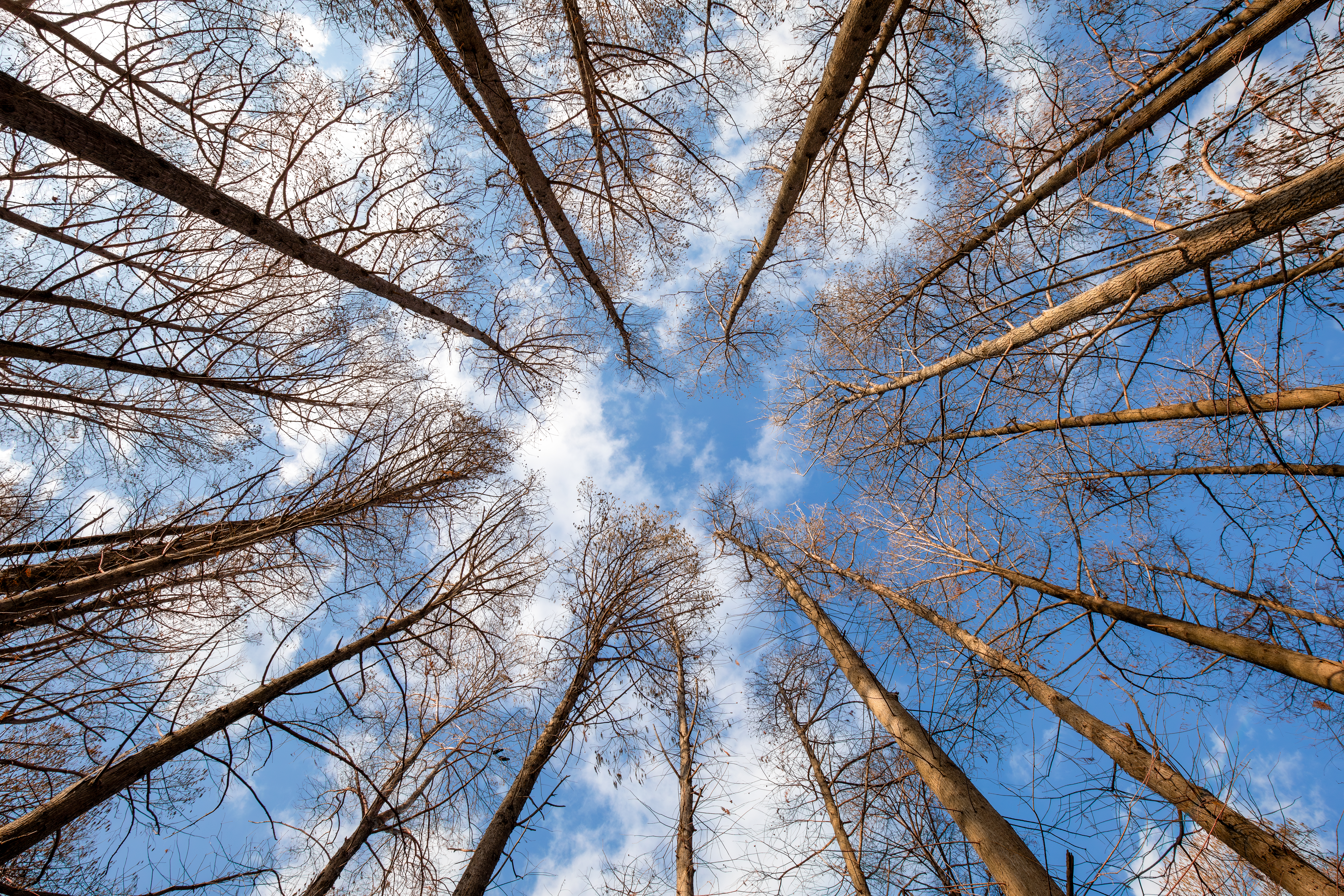
Vue en contre-plongée des Metasequoia glyptostroboides du jardin botanique du parc Nagai, à Osaka.
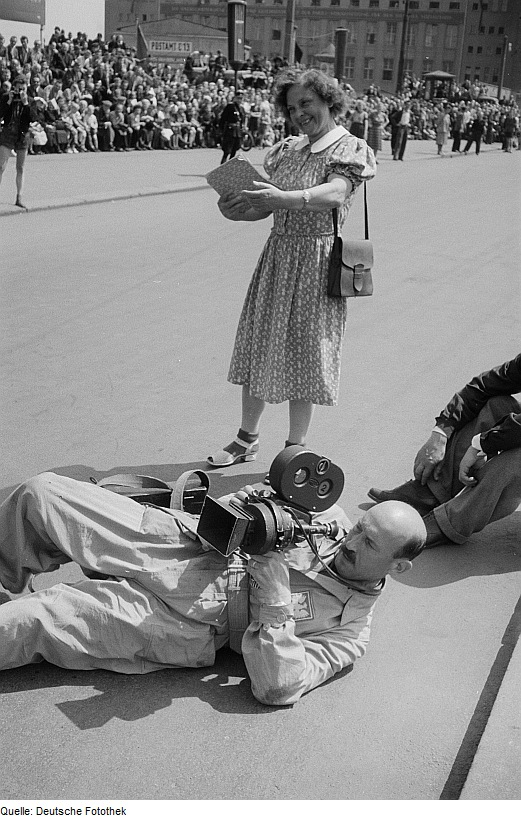
Position simple du cadreur pour exécuter une contre-plongée.

## Peinture

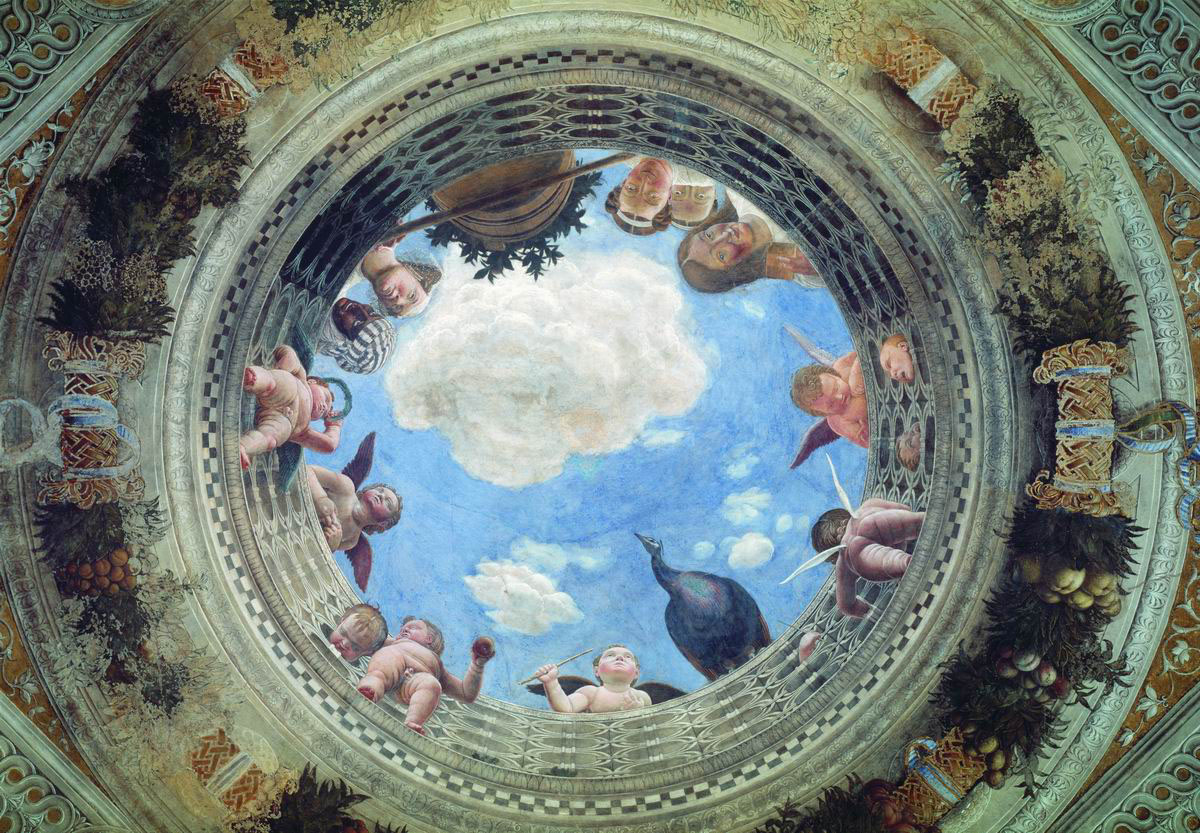
Andrea Mantegna, faux oculus de la Chambre des Époux, Palais ducal, Mantoue, vers 1470

En peinture, la conception classique de la figuration, en vigueur de la Renaissance au début du XXe siècle, conçoit un tableau comme une fenêtre à travers laquelle le spectateur voit la scène représentée. Cette fenêtre est généralement verticale, et le regard, supposé perpendiculaire, est horizontal. Cette supposition permet une simplification de la perspective, dans laquelle des lignes verticales représentent dans le tableau les verticales du sujet, et des lignes convergeant sur des points de fuite sur la ligne d'horizon représentent les horizontales parallèles.
La partie du tableau en dessous de la ligne d'horizon montre le sujet avec une légère plongée tandis que la partie au-dessus le représente avec une contre-plongée. Lorsque la ligne d'horizon se trouve dans la partie basse du tableau, la contre-plongée domine. Dans le paysage, on place généralement la ligne d'horizon entre le milieu et le tiers inférieur du tableau, de façon à laisser se développer les reliefs et les premiers plans. Ces vues sont généralement considérées comme à l'horizontale ; on parle de vue di sotto ou en contre-plongée lorsque l'horizon est nettement plus bas. Ces vues di sotto préservent les proportions des figures humaines.

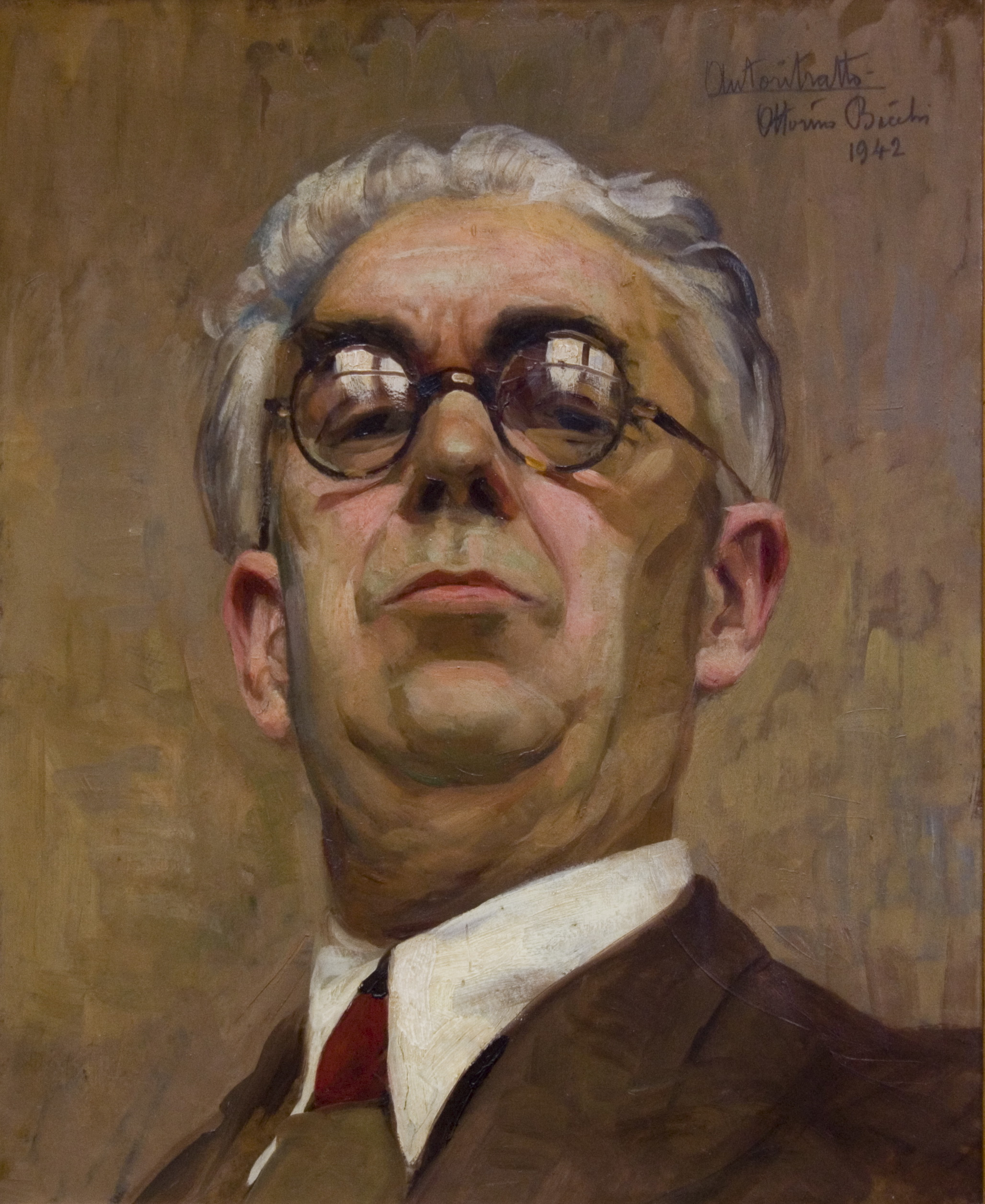
Ottorino Bicchi, Autoportrait, 1942

Dans les plafonds peints, l'artiste classique présente avec une forte contre-plongée au spectateur ce qu'il verrait par une ouverture dans le toit, puis dans le Ciel, peuplé d'êtres transcendants, avec une vue sur le. Ce procédé initié à la fin du XVe siècle par Mantegna et perfectionné au siècle suivant par Michel Ange (plafond de la chapelle Sixtine, 1508-1512), s'est répandu au XVIIe siècle avec l'art de la Contre-Réforme et est très souvent utilisé au XVIIIe siècle dans la peinture rococo.
Les peintres modernes ont eu parfois recours à l'effet de contre-plongée, notamment dans la pratique de l'autoportrait. L'exemple le plus connu est celui de Lucian Freud, Reflet avec deux enfants, réalisé en 1965 et exposé au musée Thyssen-Bornemisza, à Madrid.